# Aljona Dubizkaja
Aljona Wiktarauna Dubizkaja (belarussisch Алёна Віктараўна Дубіцкая (Грышко), englisch Aliona Dubitskaya; * 25. Januar 1990 in Bastuny, BSSR, Sowjetunion als Aljona Hryschko) ist eine belarussische Leichtathletin, die sich auf das Kugelstoßen spezialisiert hat.

## Sportliche Laufbahn
Erste internationale Erfahrungen sammelte Aljona Dubizkaja im Jahr 2007, als sie bei den Jugendweltmeisterschaften im tschechischen Ostrava mit einer Weite von 15,91 m die Goldmedaille gewann und anschließend gewann sie beim Europäischen Olympischen Jugendfestival (EYOF) in Belgrad mit 14,57 m die Silbermedaille. Im Jahr darauf belegte sie mit 16,55 m den vierten Platz bei den Juniorenweltmeisterschaften in Bydgoszcz. 2009 gewann sie die Goldmedaille bei den Junioreneuropameisterschaften in Novi Sad mit 17,59 m. 2013 wurde sie dann bei der Sommer-Universiade in Kasan mit 17,88 m Fünfte und qualifizierte sich auch für die Weltmeisterschaften in Moskau, bei denen sie mit 16,53 m in der Qualifikation ausschied. Im Jahr darauf erreichte sie bei den Europameisterschaften in Zürich mit 17,95 m den siebten Platz. Daraufhin wurde sie aufgrund der Einnahme der verbotenen Substant Oxilofrin vom Weltverband für sechst Monate gesperrt.
Nach Ablauf der Sperre im Frühjahr 2015 qualifizierte sie sich für die Weltmeisterschaften in Peking, bei denen sie mit 18,52 m im Finale den sechsten Platz belegte. Im Jahr darauf belegte sie bei den Hallenweltmeisterschaften in Portland mit 17,45 m den neunten Platz und bei den Europameisterschaften in Amsterdam kam sie mit 18,04 m auf Rang sechs. Daraufhin nahm sie an den Olympischen Spielen in Rio de Janeiro teil und belegte dort mit 18,23 m im Finale den achten Platz. 2017 erreichte sie bei den Halleneuropameisterschaften in Belgrad mit 17,85 m den siebten Platz. Sie qualifizierte sich auch für die Weltmeisterschaften in London, bei denen sie mit 17,68 m in der Qualifikation ausschied. 2018 nahm sie an den Hallenweltmeisterschaften in Birmingham teil und belegte dort mit 18,21 m den sechsten Platz im Finale. Bei den Europameisterschaften in Berlin gewann sie mit einem Stoß auf 18,81 m die Bronzemedaille hinter der Polin Paulina Guba und Christina Schwanitz aus Deutschland.
2019 belegte sie bei den Halleneuropameisterschaften in Glasgow mit 18,71 m den vierten Platz und Anfang Oktober erreichte sie bei den Weltmeisterschaften in Doha das Finale, in dem sie mit 18,86 m auf Rang sechs landete. 2021 erreichte sie bei den Halleneuropameisterschaften in Toruń mit 18,68 m Rang vier. Im Juni steigerte sie ihre Bestleistung auf 19,65 m und qualifizierte sich damit für die Olympischen Spiele in Tokio, bei denen sie mit 18,73 m im Finale den neunten Platz belegte.
In den Jahren 2009, 2014 und 2015 sowie 2018, 2019 und 2021 wurde Dubizkaja belarussische Meisterin im Kugelstoßen im Freien und 2017 und von 2019 bis 2021 in der Halle.

## Persönliche Bestleistungen
- Kugelstoßen: 19,65 m, 26. Juni 2021 in Minsk
  - Kugelstoßen (Halle): 18,94 m, 29. Januar 2019 in Mahiljou